# TRAPPIST-1 h
2MASS J23062928-0502285 h
TRAPPIST-1 h est la septième exoplanète tellurique du système planétaire de TRAPPIST-1 dont la découverte est annoncée en 2017. C'est la plus petite planète du système.

## Caractéristiques

### Caractéristiques physiques
La température d'équilibre de la surface de la planète est 169,2 K (−103,8 °C) avec une incertitude de 2,4, c'est la planète la plus froide du système qu'on ait découverte car c'est la planète la plus éloignée,,. Son diamètre est de 9 811 km.

### Caractéristiques orbitales
Cette planète orbite autour de son étoile en environ 19 jours et est à environ 0,0617 UA de son étoile, soit environ 9,3 millions de km. La Terre est à 150 millions de km du Soleil, mais l'étoile est une naine brune et sa luminosité n'est pas très importante donc la planète est plus froide que la Terre.

## Habitabilité
Cette planète est trop froide pour abriter la vie, c'est la planète la plus éloignée de son étoile découverte et sa température est environ −103,8 °C, l'eau serait sous forme de glace et elle n'est donc pas dans la zone habitable de son étoile.